# 架空歷史小說
架空歷史小說（英語：alternate history novel，简称架空小說），即描述「并非真實發生的虛構历史」的小說，包括历史背景及未来。小说的最大不同在于故事通常会发生在一个作者以某些創作前提（如娛樂性、特定背景等）為本所虚构的或被改编的历史，一个由作者随意设定的世界。美国作家马克·吐温的长篇小说《康州美国佬在亚瑟王朝》，开创了一百年后风行的穿越小说，被誉为“穿越文鼻祖”。

## 完全架空类
小说开展的故事背景是由作者所构想或被改编的历史或未来，这类小说准确的应定义为“架空小说”而非架空历史小说。例如，田中芳树的《银河英雄传说》和數十年前的中文网路上的作品《随波逐流之一代军师》为代表，是属于背景完全虚构的架空小说，其背景和真实世界或历史没有什么联系，作者可以随意发挥的余地较大，对历史考据的要求也比较低。

## 架空历史类

### 穿越時空类
穿越小說是目前中文架空历史小说最大的流派。主要模式是一个现代人在不知名的力量作用下回到古代或者近现代，从而改变历史进程的故事。根据穿越的模式不同，又分为身体灵魂完整穿、灵魂附体穿、自身还原穿、灵魂对穿、古人逆穿越等多种模式并且一定会获得"系统"去帮助原主人逆天改命。

### 歷史事件自然改變類
絕對而言，相比起穿越時空故事，這類故事往往先假設「部份歷史事件情節迥異」，導致後來世界大異於真實世界，不涉及任何穿越時空的情節，因為事件進程改變型式不是「未來人改變古代、當代」，而是「當時人的確令事件如此發生」。譬如第二次世界大戰，歷史上是盟軍戰勝軸心國，架空歷史故事就常以「軸心國勝出」、「希特拉轉行成為藝術家，沒有成為德國領導人」、「納粹德國首先發明原子彈」等為前題，藉以探討歷史如此進程，到底影響會如何。

## 主要代表作品
| - 《建豐二年》 作者：陳冠中 - 《寻秦记》 作者：黄易 - 《王道平天下》系列 作者：安德烈 - 《侵略者與拯救者》 - 《報復與寬恕》 - 《天意》作者：钱莉芳 - 《新宋》 作者：阿越 - 《宰执天下》作者：哥斯拉 - 《窃明》 作者：灰熊猫 - 《回到明朝当王爷》 作者：月關 - 《錦衣夜行》 作者：月關 - 《步步生蓮》作者：月關 - 《后宫甄嬛传》 作者：流潋紫 - 《倾世皇妃》 作者：慕容湮儿 - 《江山美人謀》 作者：袖唐 - 《琅琊榜》作者: 海宴 - 《临高启明》 作者：吹牛者 - 《大明1937》作者: 我是貓 - 《庆余年》作者: 貓膩 - 《大宇宙戰爭年代志》作者：楊立強 - 《噩盡島》作者：莫仁 - 《東寧記》作者：SANJYSAN山鸡桑，網路小說。書中以鄭克塽為主角，描寫其用現代科技改造鄭氏政權，反攻中國大陸。書中充滿強烈漢族主義，並醜化康熙帝。 - 《银河新世纪》 作者：凯云 - 《神道丹尊》 作者：孤單地飛 - 《銀河英雄傳說》作者：田中芳樹（Tanaka Yoshiki） - 《紺碧艦隊》作者：荒卷義雄（Aramaki Yoshio） - 《次元艦隊》作者：川口開治（Kawaguchi Kaiji） - 《幼女戰記》作者：Carlo Zen - 《康州美国佬在亚瑟王朝》作者：美国马克·吐温（Mark Twain） - 《高堡奇人》作者：美國菲利普·狄克（Phillip Dick） - 《把銀禧帶來》作者：美国沃德·摩爾（Ward Moore） - 《騎士蒂朗》作者：瓦倫西亞王國祖亞諾·馬杜尼和馬蒂·祖安·德·加爾巴 - 《蠻王柯南》作者：美國勞勃·歐文·霍華德（Robert Ervin Howard） |

## 外部連結
- AlternateHistory.com—The largest English-language Alternate History community on the Internet.
- Counter-Factual.net—site dedicated to alternate history as well as other topics, such as science fiction and creative writing.
- Changing The Times （页面存档备份，存于）, is an Alternate History Electronic Magazine written and maintained by alternate historians. It contains a discussion board.
- "For Want of a Genre", article by Christopher M. Cevasco.
- Histalt.com （页面存档备份，存于） is author Richard J. (Rick) Sutcliffe's collection of Alternate History links.
- The Sidewise Award for Alternate History （页面存档备份，存于） lists all the winners and nominees for the award since its inception and provides information for recommending works for consideration.
- Uchronia （页面存档备份，存于） has an introduction to the topic （页面存档备份，存于）, and lists over 2000 works of alternate history.